# جوزيف رايموند جاكسون
جوزيف رايموند جاكسون (بالإنجليزية: Joseph Raymond Jackson)‏ هو قاضي ومحامي أمريكي، ولد في 30 أغسطس 1880 في ألباني في الولايات المتحدة، وتوفي في 29 أغسطس 1969 في واشنطن العاصمة في الولايات المتحدة.